# Paul Preuss (grimpeur)
Pour les articles homonymes, voir Paul Preuss.
Paul Preuss, né le 19 août 1886 à Altaussee (Autriche) et mort le 3 octobre 1913 au Mandlkogel (massif du Dachstein), est un grimpeur autrichien, partisan de l'escalade sans corde et sans pitons et célèbre pour ses ascensions en solo.

## Biographie
Paul Preuss, né le 19 août 1886 à Altaussee, est le fils d'Eduard Preuss, musicien hongrois d'origine juive, et de Caroline Lauchheim, d'origine alsacienne. Ses parents étaient au service de riches familles viennoises qu'ils accompagnaient l'été en villégiature à Altaussee. À six ans, Preuss est atteint par le virus de la poliomyélite qui le laisse paralysé pendant plusieurs mois. Une fois rétabli, il pratique intensivement la gymnastique et la randonnée pour recouvrer toutes ses forces. À 11 ans, il commence à courir les sommets. Après son cursus scolaire secondaire, il obtient un diplôme en phytobiologie à l'Université de Vienne ainsi qu'un doctorat à l'Université de Munich en 1911. Il devient ensuite assistant à l'Institut botanique de l'Université de Munich.
Sa première ascension est celle du Trisselwand (de) près d'Aussee : après plusieurs semaines à étudier la voie, il la réalise intégralement seul. Recherchant à relever de nouveaux défis, il gravit en solitaire la face ouest du Totenkirchl en 1911, en seulement 2 heures et 45 minutes, incluant une variante pour le final. Durant sa carrière alpine, il accomplit plus de 1 200 ascensions dans les Alpes orientales (dont 300 solitaires et 150 premières), notamment la face nord du Crozzon di Brenta (3 135 m) avec Paul Relly et la face est du Guglia di Brenta. Il traverse également de part en part les Tre Cime di Lavaredo, réalisant les quatre voies qui existent à cette époque en une seule journée.
Pendant les étés 1912 et 1913, il se rend dans les Alpes occidentales, où sous la tutelle du grimpeur britannique Oscar Eckenstein il découvre les techniques de progression sur terrain glaciaire. Il entreprend alors une série d'ascensions autour du Mont Blanc, comme celle, directe, par le versant Brenva, ou encore les Grandes Jorasses par l'arête des hirondelles.
Précurseur de l'escalade libre, Paul Preuss est farouchement opposé à l'emploi des pitons et des mousquetons que Dülfer, son contemporain, expérimente dans l'alpinisme. Il part du principe que si les pitons permettent d'atteindre un niveau de difficulté plus élevé, ils entraînent par une utilisation excessive une certaine dévaluation des voies. L'application la plus extraordinaire de sa conception de l'escalade est l'ascension en solitaire du Campanile Basso sans corde et sans pitons.
Preuss publie plusieurs articles sur sa philosophie de l'escalade l'année précédant sa mort. Dans l'un de ceux-ci, « Künstliche Hilfsmittel auf Hochturen », il présente sa conception à l'aide de six « théorèmes », partant de l'axiome : « Un grimpeur ne devrait entreprendre que des projets qui sont en deçà de son plus haut niveau de compétence ».
Ces théorèmes (paraphrasés) sont :
1. les capacités d'un grimpeur devraient toujours être supérieures à celles demandées par la voie entreprise ;
2. on ne devrait escalader que des voies qu'on peut désescalader ;
3. tout moyen d'assurage artificiel ne se justifie que dans de soudaines et extrêmes situations ;
4. les pitons ne doivent être utilisés qu'en cas d'urgence et non comme aide lors d'une ascension ;
5. la corde sert à faciliter l'escalade mais jamais comme seul moyen de rendre une ascension possible ;
6. le principe de sécurité dérive d'une honnête estimation de ses capacités, pas de l'utilisation de moyens de progression artificiels.

Paul Preuss est également l'un des grands pionniers du ski de montagne et s'adjuge à ski grand nombre de premières comme celles du Grand Paradis et de la Dreiherrnspitze (3 499 m).
Le 3 octobre 1913, il meurt en chutant de 300 mètres alors qu'il gravissait en solo la face nord du Mandlkogel (de).

## Premières ascensions
- 28 juillet 1911 : paroi est du Campanile Basso (Guglia di Brenta).
- 1er août 1911 : paroi nord-est du Crozzon di Brenta (voie Preuß).
- 9 août 1911 : paroi est de la punta Grohmann.
- 24 août 1911 : paroi sud de la torre Delago (groupe du Catinaccio).
- 25 août 1911 : paroi sud de la tour est des tours de Vajolet.
- 15 septembre 1913 : crête nord-ouest du Donnerkogel Grande.